# Asher G. Caruth
Asher Graham Caruth, född 7 februari 1844 i Scottsville i Kentucky, död 25 november 1907 i Louisville i Kentucky, var en amerikansk politiker (demokrat). Han var ledamot av USA:s representanthus 1887–1895.
Caruth efterträdde 1887 Albert S. Willis som kongressledamot och efterträddes 1895 av Walter Evans.
Caruth ligger begravd på Cave Hill Cemetery i Louisville i Kentucky.